# 아시카와 이즈미

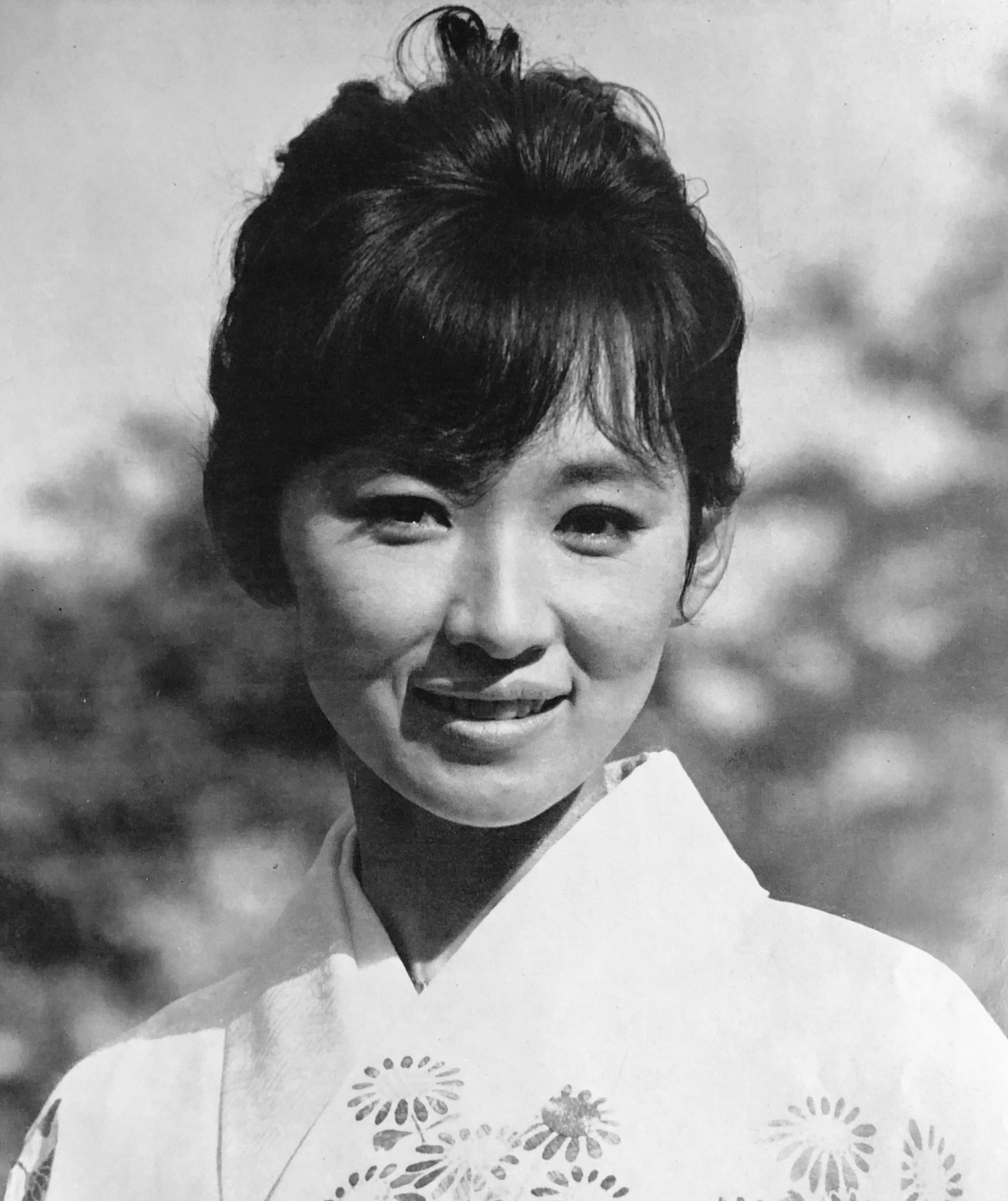

아시카와 이즈미(芦川 幸子, 1935년 10월 6일 ~ )는 일본의 배우이다.
도쿄도에서 태어났다.

## 영화
- 일본열도 (1965년)
- 결혼 상담 (1965년)
- 치사한 놈 (1963년)
- 그 녀석과 나 (1961년)
- 학생 녀석과 아가씨들 (1960년)
- 폭풍을 부르는 남자 (1957년)
- 막말태양전 (1957년)
- 스자키 파라다이스 적신호 (1956년)
- 청춘괴담 (1955년)